# Raymond Scott
Raymond Scott, nascut Harry Warnow, (Nova York, 10 de setembre del 1908 – Los Angeles, 8 de febrer del 1994) fou compositor, pianista, líder de grup de música, enginyer de so i d'estudi d'enregistrament i inventor d'instruments musicals electrònics.
Tot i que no és un personatge molt conegut, és el compositor d'algunes de les músiques de la Warner Bros., dels Looney Tunes, Merrie Melodies, The Simpsons, etc.

## Biografia

### Primers anys
Va néixer a Brooklyn (New York), fill de dos immigrants jueus russos, Joseph i Sarah Warnow. Amb només dos anys ja tocava el piano, demostrant un gran talent musical. El seu germà gran Mark Warnow, que fou violinista, director d'orquestra i director musical del programa de ràdio Your Hit Parade de la CBS, el va encoratjar a emprendre la seva carrera musical. El va convèncer perquè comencés a estudiar a la Juilliard School of Music en lloc d'estudiar enginyeria, que és el que tenia pensat des d'un principi. El 1931 va graduar-se en aquesta escola i va ser llavors quan va signar un contracte com a pianista a la CBS Radio Network House Band, que dirigia el seu germà Mark.
El 1936 es va casar amb Pearl Zimney (1910 – 2001).

### Com a músic
El repertori treballat amb la banda el trobava avorrit i poc inspirador i aviat va proposar composicions seves per ser tocades amb aquell grup. D'aquesta manera les seves cançons van començar a sonar a la ràdio. Segons sembla, va ser en aquest moment que va adoptar el pseudònim de Raymond Scott perquè no acusessin el seu germà d'estar triant les seves cançons per interessos familiars.
Fou pianista de la banda de la ràdio CBS fins a l'any 1936, quan va convèncer el productor Herb Rosenthal perquè el deixés formar el seu propi grup amb els seus companys músics Lou Shoove al baix, Dave Harris al saxo tenor, Pete Pumiglio al clarinet, Johnny Williams a la bateria i el conegut Bunny Berigan a la trompeta. Aquest grup es va dir Raymond Scott Quintet i van debutar a la Saturday Night Session amb la cançó The Toy Trumpet. El quintet va tenir un èxit immediat i va rebre ofertes per enregistrar discos amb el segell discogràfic Master. El 1936 va fundar el “Raymond Scott Quintette”, grup que en realitat era un sextet i que van tenir un notable èxit amb la seva obra Powerhouse.
Pel que fa al vessant creatiu, va compondre diversos jingles (sintonies) per a publicitat (televisió i ràdio), així com composicions experimentals de música electrònica. Un dels seus treballs més reconeguts van ser els 3 álbums de "soothing sounds for baby", que consistien en músiques i sons de caràcter electroacústic dissenyades per a adormir infants.
La música de Raymond Scott ens mostrava el seu interès per revitalitzar la música Swing a través d'arrangements molt complexos. L'etiqueta que li va posar a l'estil va ser jazz descriptiu i els títols de les cançons eren força peculiars, com ara: New Year's Eve in a Haunted House (La Nit de Cap d'Any a la Casa Encantada), o Dinner Music for a Pack of Hungry Cannibals (Música pel Sopar per un Grup de Cannibals Femolencs). Els assajos eren intensos i nombrosos, i els músics no podien seguir el ritme. A més a més, tot i no escriure les cançons, no deixava marge per a la improvisació, cosa que va crear un malestar entre els companys del grup.
La música del quintet era molt popular entre el públic, però alguns músics de jazz la criticava perquè deien que era música de novell. Fins i tot, Scott va escriure articles per la premsa on explicava les seves polèmiques teories musicals.
Com que tenia coneixements tècnics de so, enregistrava els assajos del grup i així podia desenvolupar les seves composicions, ja que componia d'orella. Un cop enregistrades les cançons, tallava, enganxava i processava les gravacions fins a obtenir el producte final que presentaria als músics.
El 1944 va deixar la ràdio CBS i es va dedicar a altres feines, com per exemple escriure per musicals de Broadway i altres encarrecs que rebia.
A finals dels 40 va començar a enregistrar cançons pop utilitzant diferents tracks i capes per a la veu.
L'any 1948 fundà un nou grup que es va convertir novament en la banda local de la CBS.
L'any 1949 va morir el seu germà i Raymond Scott va substituir el seu càrrec com a director al Your Hit Parade de la CBS, programa que anys més tard va ser retransmès per la televisió. El seu sou era força elevat, però ell s'ho gastava tot en finançar la recerca en música electrònica. Molts dels descobriments no van sortir mai a la llum.
El 1950 va compondre la seva única obra clàssica (Suite for violin and Piano). El 1958 va produir el seu primer disc: Miss Gloria Lynne, de Gloria Lynne.
Durant els anys 50, Scott va seguir gravant LP's, jingles publicitaris a un ritme frenètic, va treballar per molts projectes de cinema i televisió i a més a més va fundar dos segells discogràfics: Audio Box i Master.
A mitjans dels anys 50, Scott es va anar allunyant a poc a poc del món de l'enregistrament i dels concerts, per centrar-se a escriure i inventar, fins que al final, es dedica exclusivament a la música electrònica.
L'any 1962 creà un nou quintet que seria l'últim grup d'aquest format que formaria. Un any després va començar a treballar en una col·lecció de 3 LP de música electrònica que estava dissenyat per crear ambients de tranquil·litat i relax, pensada per a infants.

### Com a inventor
Com a enginyer de so va formar-se al Brooklyn Technical High School. Va ser un pioner del control d'enregistrament (control room), ja que tenia un acurat domini del monitoratge, els ajustament acústics, les tècniques de captura (enregistrament) i manipulació (processament) del so. Va ser un dels pioners en donar una gran rellevància als aspectes tècnics de l'enregistrament de so.
El 1946, Scott va crear l'empresa Manhattan Research, dedicada al disseny i manufactura d'aparells i sistemes musicals electrònics. Els dissenyava per a consum propi, però també per a la venda a tercers per a la creació de música electrònica i música concreta. Ell mateix deia que “més que una fàbrica d'enginyeria, Manhattan Research és un centre de somnis on l'emoció de l'endemà esdevé realitat avui”. Va desenvolupar un dels primers sintetitzadors capaços de produir sèries de tons electrònics automàticament seqüenciats. Ell mateix deia que es considerava l'inventor del “seqüenciador polifònic”. Les seves últimes aportacions van ser modificacions en els seus propis invents i algunes adaptacions puntuals dels ordinadors i els primers dispositius MIDI als seus sistemes.
L'any 1949 també va crear el que és considerat un dels primers sintetitzadors: l'Electronium, que era una màquina de composició instantània que generava música original fent seqüències aleatòries de ritmes, timbres i tons. El mateix Raymond Scott va negar que fos un sintetitzador, ja que no incorporava teclat, però amb tant que és una de les primeres màquines que creava música a partir d'intel·ligència artificial, la seva importància el desenvolupament de la música electrònica del futur, és innegable.
Altres invents seus són: 
- Karloff, un sampler capaç de recrear sons d'un rang molt ampli.
- Clavibox, un sintetitzador amb teclat molt complet.
- Videola, invent que fusionava un teclat amb una pantalla de televisió, que ajudava en la composició de cançons per pel·lícules i per altres imatges.

Entre les seves innovacions hi ha l'Early Programmable Polifonic Sequencer, que juntament amb l'electronium van cridar l'atenció de Berry Gordy (cap de Motown), que l'any 1971 va proposar Raymond Scott de liderar l'equip de recerca i desenvolupament de música electrònica.
Sis anys després de retirar-se va continuar escrivint i la seva última peça és Beautiful Little Butterfly (1986), que va ser creada amb tecnologia MIDI.
L'any 1992 la seva música va ser redescoberta per l'audiència contemporània gràcies a l'aparició, amb gran èxit, de Reckless Nights and Turkish Twilights.
Va morir amb 85 anys el 8 de febrer del 1994.

## Exemples de la seva obra
- Powerhouse (1937), una de les obres més conegudes del Raymond Scott Quintet.
- Adaptació de Powerhouse (1943) per a dibuixos animats.

- Producció musical: enregistrament de la CBS juntament seva dona en aquell moment, Dorothy Collins (1952?).

- Senzill amb Gloria Lynne (1958).

- Suite for violin and piano (1951).
- Àlbum Lullababy, (1961) que forma part d'una sèrie de dos àlbums més, amb música destinada a infants de diferents edats amb la intenció d'ajudar-los al seu desenvolupament i relaxació.